# Bobby Caldwell
Robert Hunter Caldwell, más conocido por su apodo artístico Bobby Caldwell (Manhattan, Nueva York, 15 de agosto de 1951-Nueva York, 14 de marzo de 2023) fue un cantante, compositor y multi-instrumentista de smooth jazz, conocido sobre todo por su gran éxito de 1978, "What You Won't Do for Love". Su prolífica carrera musical se extendió a lo largo de cuatro décadas y abarcó géneros que van desde el R&B, el reggae, el soft rock hasta el smooth jazz.
Bobby Caldwell era hijo de Bob and Carolyn Caldwell, los presentadores de Suppertime, uno de los primeros shows de televisión en obtener un gran éxito en Estados Unidos. Vivió en Memphis y en Miami, donde se desarrolló tocando el piano y la guitarra. Formó su propia banda a los diecisiete años, con la que llegó a grabar un álbum, llamado Kathmandu.
Caldwell creció en la ciudad de Miami (Florida), escuchando a sus ídolos Frank Sinatra, Ella Fitzgerald, Nat King Cole, Bob Marley y The Beatles. A los 17 años consiguió una oportunidad como guitarrista rítmico en la banda de Little Richard a principios de los años 1970, saltando a la fama. Pasó los siguientes años haciendo música más orientada hacia el rock, tocando versiones de Jimi Hendrix y Cream en pequeños clubs. Sin embargo, prontamente se decantó hacia el smooth jazz y el R&B.
Se lanzó como cantante solista con su álbum debut "Bobby Caldwell", certificado doble platino por la RIAA, que incluyó su gran éxito "What You Won't Do for Love" en 1978 y que se situó en la posición 9 del Billboard Hot 100; otros éxitos, como "My Flame", también eran parte del álbum. "What you won't do for love" ha sido versionada por Boyz II Men, Michael Bolton, Roy Ayers y sampleada por Tupac Shakur. Aunque Caldwell jamás repitiría el gran éxito de ese álbum, publicó 16 discos y tres compilaciones, destacando "Carry On" de 1982, en el que fue su propio productor, compositor y tocó todos los instrumentos presentes y "Cat in The Hat" de los años 80, que contó con el éxitoso sencillo "Open your eyes", versionada en el año 2000 por John Legend, la cual fue nominada al Grammy. Su último álbum fue "Cool Uncle", de 2015, producido por Caldwell y Jack Splah, que reconoció a Caldwell como una de sus influencias. La revista Rolling Stone llamó al álbum como un "ingenioso renacer del retro soul" y según el diario The New York Times, el álbum cruzó las líneas generacionales del soul y el smooth jazz. Contó con artistas invitados como Deniece Williams y CeeLo Green.Y su sencillo "Break away" con Jessie Ware, fue seleccionado por Pitchfork como una de las mejores canciones del 2015.
Caldwell, fue un compositor de gran prestigio, compuso para intérpretes como Roberta Flack, Chicago, Natalie Cole, Neil Diamond, Al Jarreau, Boz Scaggs y Amy Grant, entre otros. Sus canciones y melodías son puntos de referencia para los productores del hip hop y han dejado una huella cultural en ese género, siendo éstas versionadas por artistas internacionales como Junior Boys, The Notorious B.I.G., Natalie Cole, J Dilla, Ella Mai, Common, Kendrick Lamar, Aaliyah, A$AP Rocky y Lil Nas X . Caldwell presentó una demanda por 25 millones de dólares a estos dos últimos, por samplear su éxitoso sencillo "Carry on" de 1982. También escribió junto a Paul Gordon la canción nominada al Grammy “The Next Time I Fall”, que se convirtió en un éxito para Peter Cetera y Amy Grant, alcanzando el número 1 en el Billboard Hot 100 en 1986. Además compuso e interpretó canciones para las películas Back to School, Mac and me o Salsa (película).
Bobby Caldwell murió en su casa de Nueva Jersey, a los 71 años.

## Bandas sonoras
Caldwell ha aportado música a numerosas películas. Escribió e interpretó las canciones de las películas Back to School ( "Educated Girl", 1986); Mac & Me ("Take Me, I'll Follow You", 1988); y Salsa ("Puerto Rico") y su secuela Salsa II ("Every Teardrop").
Compuestas por Caldwell, aunque interpretadas por otros músicos, aparecen canciones en Ghostbusters 2 ("The Promised Land," interpretada por J.T. Taylor, el cantante de Kool & the Gang) y  Princess from the Moon ("Stay With Me," interpretada por Peter Cetera, de la banda Chicago). Versiones para big band de otros temas, aparecen en películas como LakeBoat y S1m0ne (2001).

## Discografía
- Bobby Caldwell (1978). Alcanzó el #21 en la lista de ventas de Estados Unidos. Consiguió dos discos de platino en Estados Unidos, y uno en Japón.
- Cat in the hat (1980). Se situó en el #113 de la lista de ventas de Estados Unidos y el #46 en la de R&B. Obtuvo disco de oro en Estados Unidos, y platino en Japón.
- Carry on (1982). Se situó en el # 133 de la lista de ventas de Estados Unidos y el #41 en la de R&B. Obtuvo disco de oro en Japón.
- August moon (1984). Inicialmente sólo se editó en Japón, donde consiguió el oro.
- Heart of mine (1988). Obtuvo doble platino en Japón y obtuvo el premio de la revista Ad Lib al "Mejor disco del año 1989".
- Stuck on you (1991). Alcanzó el puesto #5 en las listas de Jazz de Estados Unidos, y el #65 en la de R&B. Se publicó en Japón bajo el título de Solid Ground.
- Where is love (1993). Se situó en el #13 de las listas de Jazz de Estados Unidos.
- Soul survivor (1995). Alcanzó el #23 en la lista de R&B.
- Blue condition (1996). Subió hasta el #12 de las listas de Jazz de Estados Unidos.
- Timeline: The anthology, Part 1 (1998). Logró el #8 de las listas de Jazz de Estados Unidos.
- Come rain or come shine (1999). Repitió el puesto #8 de las listas de Jazz de Estados Unidos.
- Time and again: The anthology, Part 2 (2001).
- Perfect island nights (2005).
- Bobby Caldwell Live at The Blue Note Tokyo  (2007).
- Songs for lovers only, Vol.1 (2010).
- The Consummate Bobby Caldwell (2010).
- Love songs for lovers (2012).
- House of cards (2012).